# 보시라이
보시라이(중국어 정체자: 薄熙來, 병음: Bó Xīlái, 한자음: 박희래, 1949년 7월 3일 ~ )는 중화인민공화국의 전 정치인이자, 베이징대학교의 전 정치지도자로, 제17기 중국공산당 중앙정치국 위원이었으며, 충칭시 당위원회 당서기였다. 보시라이는 중국 공산당 혁명 원로 중 하나인 보이보(중국어 정체자: 薄一波)의 아들이자 충칭모델의 창시자이다.

## 이력
문화 대혁명 시기에 그는 홍위병(중국어 정체자: 紅衛兵) 조직의 옌둥(중국어 정체자: 連動, 한자음: 연동)의 주동 멤버로서 "뿌리가 붉으면 붉은 싹이 나온다"라고 하는 계급적 혈통론을 강조하였다.
1979년 베이징대학교 역사학과를 졸업하였고, 1982년에 중국 사회과학원에서 국제뉴스 전공으로 대학원을 졸업했다. 중국공산당 중앙서기처 연구실 간부로 있다가, 랴오닝성에 전출하여 진현(중국어 정체자: 金縣, 한자음: 금현) 부서기를 거쳐 1992년부터 다롄 시장을 맡았다. 2001년 중국 공산당 랴오닝성의 성장, 2004년 상무부 부장이 되었다.
보시라이는 2007년 충칭시로 파견되었는데 이곳은 덩샤오핑(중국어 정체자: 鄧小平)이 추진한 개혁개방의 부작용으로 부작용으로 만성적인 대규모 실업과 심각한 환경문제에 시달리고 있었다. 보시라이는 충칭시의 문제를 해결하고자 독자 노선을 걷기로 결심했고, 사회복지, 치안안정을 내걸고 충칭 모델을 도입, 시행했다. 이 정책은 몇가지 결함이 있었지만, 대부분 성공했고 중국 신좌파의 마오이스트들로부터 강력한 지지를 받았다.
보시라이는 충칭시 중국 공산당 당서기 재임 중(2007년 - 2011년)에 4년간, 과거 마오쩌둥주의와 대약진 운동(중국어 정체자: 大躍進) 등으로부터 지속된 공산주의 혁명 가요곡(革命歌謡曲)을 노래하자는 캠페인을 실시하였고, 개혁‧개방 이전으로 돌아가거나, 문화대혁명(文化大革命)이 일어난 시대로 생각하게 하는 풍조를 만들었고, 중일전쟁 시기의 수도이자 대한민국 임시정부 청사가 있는 충칭시가 서홍시(西紅市, 서쪽의 붉은 도시라는 뜻)라고 불리기도 했다. 이것이 이후의 창훙따헤이(중국어 정체자: 唱紅打黑, 한자음: 창홍다흑)의 전주곡이었다.
보시라이는 충칭시 당서기로 재직 시 2008년 7월부터 충칭 간부의 부정부패 적발과 조직폭력 범죄자 처형이라는 실적 공개에 앞장 서고, 1,500명 이상을 적발하였다. 2010년 3월, 붉은색 가요로 충칭의 TV 방송 채널을 광고 없이 모두 채우고 부패조직 소탕을 수단으로 기세를 올리며 군중을 모아간 보시라이의 제1차 캠페인 「창훙따헤이(중국어 정체자: 唱紅打黑, 한자음: 창홍)」이 종료되었다. 보시라이는 대외적으로 성과를 과시하였다. 그러나, 「지나치다」, 「군중노선으로 권력을 노리려 했던 것에 불과하다」 등 다른 중국인들은 「창홍따헤이(중국어 정체자: 唱紅打黑, 한자음: 창홍다흑)」 등의 진의에 의문을 제기하였다.

## 몰락

### 헤이우드 사건
2011년 11월, 충칭시 소재의 한 호텔에서 닐 헤이우드(Neil Heywood)가 원인 불명으로 사망하였다. 초기에 중국 당국은 사인이 급성 알코올 중독이었다고 밝혔지만, 후에 관계자의 증언이 나왔는데 헤이우드가 평소에 술을 안 마시는 금주가였다는 것이 분명해졌고, 타살 의혹이 일어났다. 닐 헤이우드는 보시라이 일가와 오래전부터 친밀한 사이였던 것으로 알려졌고, 영국 정부는 중국 정부에 사건의 전말을 요청하였다. 2012년 4월 10일 중국 언론은 닐 헤이우드가 타살당했으며, 보시라이의 아내 구카이라이(중국어 정체자: 谷開來)가 관련되었고, 사법 당국이 물증의 일부를 확보하였다고 보도하였다.
이 사건에 대한 수사가 진행되었고, 보시라이 부부의 수십억 달러에 달하는 불법 자금 수뢰 및 불법 자금의 해외 송금 의혹을 조사하였다.

### 왕리쥔 사건
닐 헤이우드 변사 사건에 관련, 충칭시 공안 당국에서 수사를 지휘하였고, 변사 사건에 관하여 보시라이의 아내 구카이라이가 관여되었다는 정보를 확보하였다. 그 후, 공안국장 왕리쥔(중국어 정체자: 王立軍)은 보시라이 측으로부터 수사 중단의 압력을 받았고, 그러한 일련의 일로 왕리쥔이 미국 총영사관으로 망명을 신청하였다.(그러나 미국 국무부는 왕리쥔의 망명 신청을 거부하였다.) 이로부터, 왕리쥔 사건으로 발전하였고, 보시라이에 관한 사건들이 세상에 알려졌다.

### 보시라이의 해임
2012년 2월 보시라이의 측근이었던 왕리쥔 전 공안국장이 경질되어 조사를 받기 시작하였고, 그로 인해 자신이 조사를 받을 것이 염려되어, 같은 해 3월 8일, 보시라이는 전국인민대표대회《형사소송법 법수정안(초안)》의 심의를 할 때 불참하여 여러 가지 추측을 낳았다.
3월 14일 전국인민 대표회의 폐막 후에 원자바오 총리는 기자 회견에서, 보시라이가 일으킨 창홍타흑(唱紅打黑) 운동 등을 문화대혁명(文化大革命)에 비유하여 비판하였고, 다음 날인 3월 15일, 보시라이가 충칭시 당서기 직에서 해임되어 당국의 조사를 받기 시작하였다.

### 이후 결과
2012년 9월 28일, 중국 공산당 중앙정치국은 전 충칭시 당서기 보시라이의 공직과 당적 박탈 및 사법처리를 결정하였다.
2012년 10월 26일, 전국인민대표회의(대한민국의 '국회'에 해당) 상무위원회가 보시라이의 전인대 대표자격을 박탈했다.
2013년 9월 22일, 중급인민법원은 보시라이에게 1심 무기징역을 선고하였다.
2013년 10월 25일, 산둥성 고급인민법원은 보시라이에게 2심 무기징역을 선고하였다.
이로서 보시라이에 대한 사법 절차가 완료되었다.

## 사상
보시라이는 덩샤오핑의 흑묘백묘론과 장쩌민의 삼개대표사상의 지지자였으나, 다롄에서 개혁개방의 모순을 본 이후 자신의 노선을 크게 수정하였다. 충칭 시장으로 재직할 때 그는 마오쩌둥 시대의 정책을 일부 차용했고, 좌익 대중주의를 처음 접하고 이를 자신의 정책에 접목해 여러 민중친화적인 정책을 시행하였고, 사회문제에 대한 평등주의적 접근법이 특징이었다.
충칭 시장 재임 기간 동안 권위주의적인 정책이 종종 시행되며 그의 재임 전후로 중국 신좌파 지식인들 사이에서 평가가 심하게 엇갈리고 있었으나, 보시라이가 몰락한 이후 중국 신좌파의 마오이스트 파벌인 중국 마오주의 공산당은 보시라이를 당주석으로 임명하였다.

## 경력
- 2007년 10월, 제17기 당 중앙정치국 위원
- 2007년 12월, 충칭시위원회 서기에 취임
- 제15기 당 중앙위원회 후보, 제16기 당 중앙위원, 제17기 당 중앙정치국 위원